# Letto
Letto és una obra realitzada per Gilberto Zorio en l'any 1966. Aquesta obra pertany a un concepte del qual és conegut com a art pobre, realitzat des de l'any 1967 per Germano Celant i fa referència a una pràctica artística.
En aquesta pràctica l'artista utilitza materials residuals, la nova estructural amb una presència simbòlica. Empra una combinació d'aspectes contemporanis i antics, també un equilibri com la pell d’animal i el vidre. En l'obra, i altres com Los Zoríos, l'artista mostra el seu interés per les aleacions i transformacions energètiques dels materials.